# Barry Guy

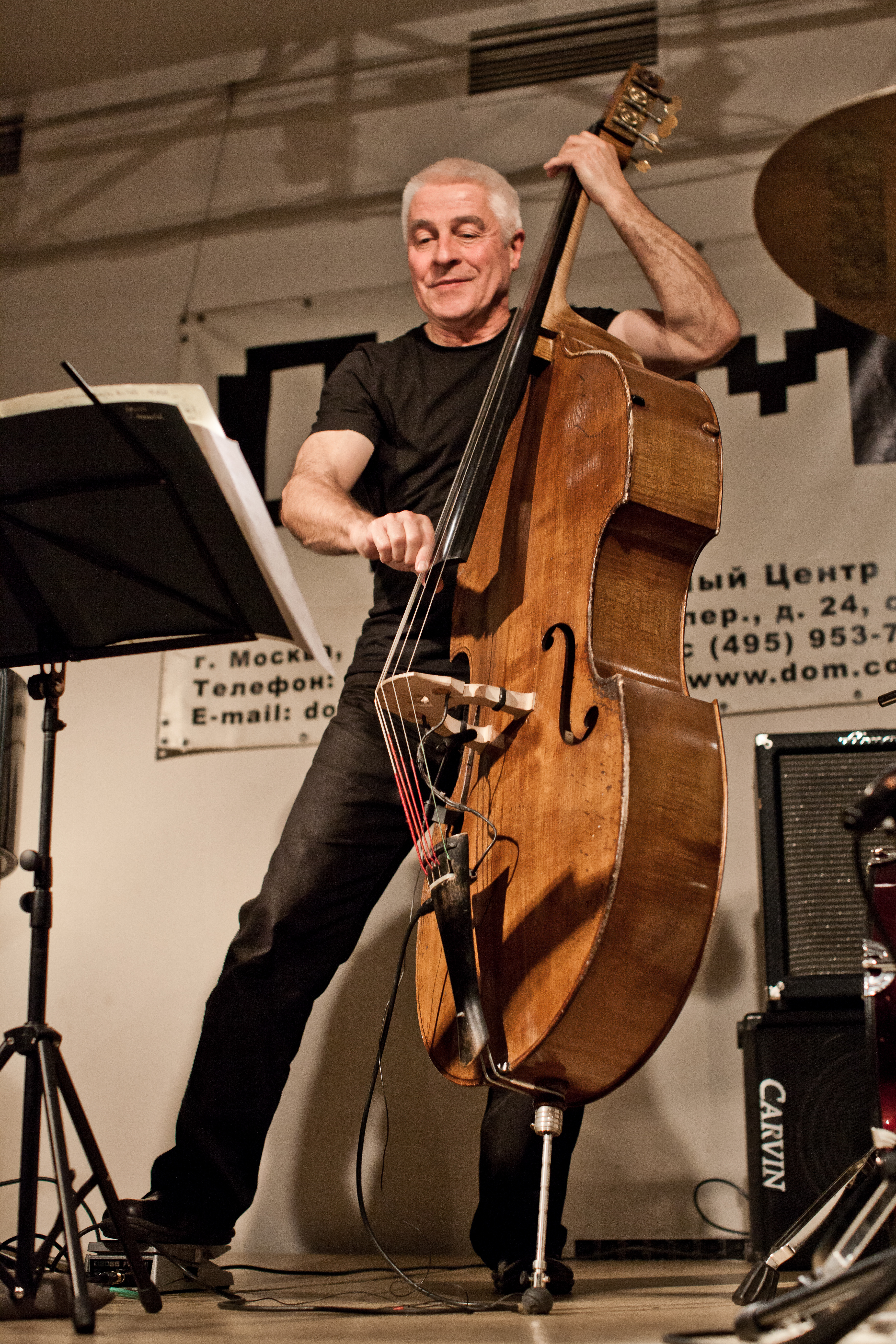
Barry Guy (2013)

Barry John Guy (* 22. April 1947 in London) ist ein britischer Kontrabassist (klassische Musik, Jazz, Neue Improvisationsmusik) und Komponist. Als Bassist setzt er
verschiedene unkonventionelle Techniken ein, die er zum Teil selbst entwickelt hat. Martin Kunzler zufolge gilt er als eine der wichtigsten Musikerpersönlichkeiten der englischen Musik-Avantgarde. Er arbeitet auch mit Christopher Hogwoods Academy of Ancient Music, dem London Bach Orchestra, der Academy of St. Martin in the Fields, dem New Philharmonia Orchestra und der London Sinfonietta zusammen.

## Leben und Wirken
Barry Guy lernte in der Schule Trompete und Posaune. Parallel zur Abendschule und der Ausbildung zum Architekten musizierte er, Dixieland zuerst, dann Swing, Blues, Bebop.  Dann lernte er Kontrabass bei Graham Collier und studierte Komposition am Goldsmiths College. Während er sein Musikstudium an der Guildhall School of Music and Drama fortsetzte, spielte er mit John Stevens und Trevor Watts im Spontaneous Music Ensemble. Hauptsächlich spielte er bis 1991 in Christopher Hogwoods Academy of Ancient Music. Daneben hat er im Trio des Pianisten Howard Riley (Synopsis, 1974), in den Gruppen von Trevor Watts, von Tony Oxley, im Duo mit Peter Kowald, dem Open Music Trio von Bob Downes sowie in der Michael-Nyman-Band gearbeitet. Gemeinsam mit Derek Bailey und Paul Rutherford gründete er das Trio Iskra 1903 (später ersetzte Phil Wachsmann Bailey).
Mit anderen Mitgliedern der Musicians Cooperative spielte er im London Jazz Composers Orchestra, zu dessen Kern zunächst neben den Genannten Evan Parker, Kenny Wheeler und Paul Lytton gehörten. Guy lieferte die meisten Stücke für das großformatige Ensemble, das fast 30 Jahre existierte und die Beziehungen zwischen individuellen Improvisationen  und durch Komposition organisiertem Ensemblesound erforschen wollte. Für Ekkehard Jost repräsentiert Guys Ode for Jazz Orchestra den „gelungensten Versuch einer Verbindung von orchestraler Schreibweise und Free Jazz-Improvisation“ in der Zeit um 1970.
1976 erschien Guys Solo-Bassalbum Statement. Er ist seit 1980 Mitglied des Trios Parker-Guy-Lytton, bildet mit Parker, Eddie Prévost und Keith Rowe die Gruppe ’’Supersession’’ und gehört auch zum von Parker 1992 gegründeten Electro-Acoustic Ensemble (Memory/Vision 2002). Weiterhin spielt er im Duo mit Parker und tritt in Trios mit Marilyn Crispell und Paul Lytton oder mit Jacques Demierre und Lucas Niggli, mit Agustí Fernández und Ramón López auf sowie mit Oliver Schwerdt und Günter Sommer. In der Gruppe Elsie Jo arbeitete er mit Parker, Lytton, Conny Bauer, Irène Schweizer und Barre Phillips, mit dem er auch Duos einspielte, auf. In seinem 1998 gegründeten New Orchestra spielt er mit der Pianistin Marilyn Crispell (Deep Memory, 2016), den Saxophonisten Evan Parker, Mats Gustafsson (Syzygy, 2011) und Hans Koch, den Blechbläsern Hannes Bauer, Herb Robertson, Per Åke Holmlander und den Perkussionisten Paul Lytton und Raymond Strid zusammen. Mit dem NOW Orchestra in Vancouver nahm er sein Werk Study/Witch Gong Game II/19 auf. 2006 wirkte er in Evan Parkers Transatlantic Art Ensemble (Boustrophedon) mit, 2016 bei Jürg Wickihalders Album Beyond. 2019 legte er mit Evan Parker und Paul Lytton das Album Concert in Vilnius, 2020 mit Torben Snekkestad und Agustí Fernández das Trioalbum The Swiftest Traveler (Trost)  vor, 2023 mit seiner Blue Stroud Band das Album All This This Here. Zu hören ist er u. a. auch mit Ken Vandermark (Occasional Poems, 2015), mit Jordina Millà (String Fables, Live in Munich), mit Ivo Perelman/Ramón López auf Interaction (2024) und Izumi Kimura und Gerry Hemingway auf Six Hands Open As One (2024). Mit Savina Yannatou, Julius Gabriel, Agustí Fernández und Ramón López nahm er In the Light of the Current Myth (2024) auf, mit Sergio Armaroli und Francesca Gemmo At Sotto il Mare (2025).
Seit 1988 hat Guy mit seiner Frau, der Schweizer Barockviolinistin Maya Homburger, gemeinsam in barocken Kammermusikkonzerten musiziert. Die beiden haben das CD-Label Maya Recordings gegründet und treten zunehmend in genre-überschreitenden Konzerten auf, in denen sowohl Barockmusik als auch Improvisationen zu hören sind.
Guy ist darüber hinaus als Komponist von Instrumental-, Kammer- und Orchestermusik tätig, u. a. für das Rova Saxophone Quartet, das Kronos Quartet und für den Oboisten Robin Cantor; er schreibt auch Vokalstücke, Chormusik sowie Musik für Theater.

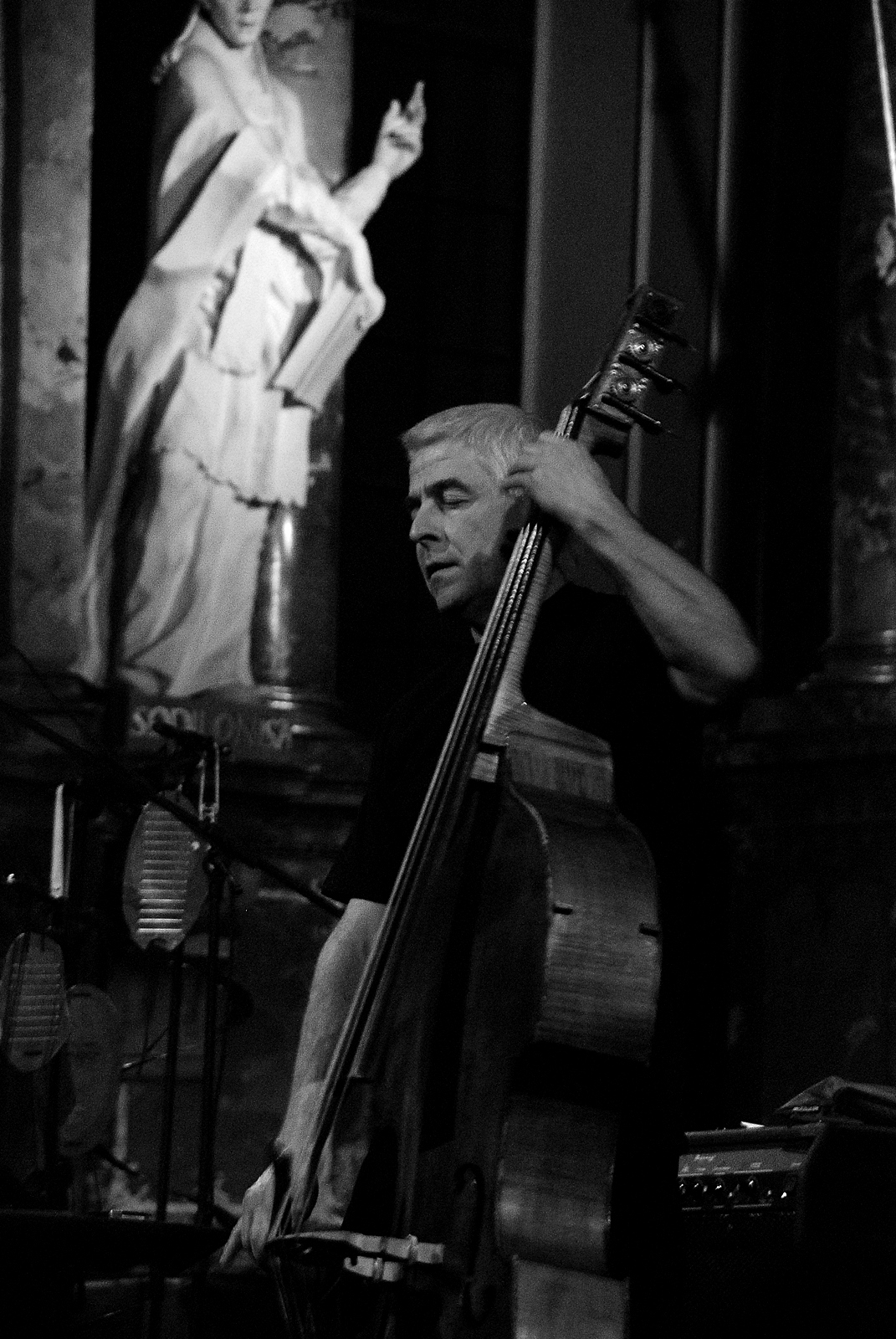
Barry Guy (2009)

## Lexikalische Einträge
- Wolf Kampmann (Hrsg.), unter Mitarbeit von Ekkehard Jost: Reclams Jazzlexikon. Reclam, Stuttgart 2003, ISBN 3-15-010528-5.
- Martin Kunzler: Jazz-Lexikon. Band 1: A–L (= rororo-Sachbuch. Bd. 16512). 2. Auflage. Rowohlt, Reinbek bei Hamburg 2004, ISBN 3-499-16512-0.